# Scelio albatus
Scelio albatus  (лат.) — вид наездников-сцелионид рода Scelio из подсемейства Scelioninae.

## Распространение
Африка: ЮАР (KwaZulu-Natal Prov., Dukuduku forest Reserve).

## Описание
Мелкие перепончатокрылые насекомые (длин тела от 3,52 до 3,64 мм). От близких видов отличается щёчными килями и белым опушением мезонотума, щёк и пронотальных краёв. Основная окраска буровато-чёрная. Тело грубо скульптированное. Усики самок 12-члениковые, а у самцов 10-члениковые. Нижнечелюстные щупики состоят из 3 сегментов, а нижнегубные — 2-члениковые. Жвалы 2-зубые. Глаза неопушенные. Формула голенных шпор: 1-1-1. Предположительно, как и другие близкие виды, паразитоиды яиц саранчовых (Acrididae, Orthoptera). Вид был впервые описан в 2014 году американским энтомологом Мэттью Йодером (Matthew J. Yoder; Department of Entomology, Университет штата Огайо, Колумбус, Огайо, США) по материалам из Африки.